# Kaja Silverman
Kaja Silverman (* 16. September 1947) ist eine US-amerikanische Filmkritikerin, Kunsthistorikerin, Autorin und Feministin.

## Leben und Werk
Silverman studierte an der University of California, Santa Barbara und gehört zur Phi Beta Kappa Gesellschaft. Sie promovierte zum Thema John Donne in Englischer Literatur an der Brown University. Sie lehrte Rhetorik, Film- und Kunstgeschichte an der Yale University, am Trinity College, der Simon Fraser University, der Brown University, der University of Rochester und der University of California, Berkeley, bevor sie 2010 als Professor an das kunsthistorische Institut der University of Pennsylvania berufen wurde.
Silverman hat zahlreiche Texte veröffentlicht. In ihrem Werk Flesh of My Flesh äußert sie sich zu Friedrich Nietzsche, Sigmund Freud, Marcel Proust, Lou Andreas-Salomé, Romain Rolland, Rainer Maria Rilke, Wilhelm Jensen, Paula Modersohn-Becker und den zeitgenössischen Künstlern Terrence Malick, James Coleman und Gerhard Richter.
Silverman erhielt eine große Anzahl renommierter Auszeichnungen, darunter ein Guggenheim-Stipendium im Jahr 2008 und der Andrew W. Mellon Preis 2012.

## Veröffentlichungen (Auswahl)
- The Subject of Semiotics, Oxford University Press, 1984, ISBN 978-0-19503-178-2.
- Histoire d'O. The Construction of a Female Subject. In: Carole Vance (Hrsg.): Pleasure and Danger. Exploring Female Sexuality. Routledge, Boston 1984, ISBN 978-0-7102-0248-2 (Psychoanalytische Deutung des Romans Geschichte der O).
- The Acoustic Mirror: The Female Voice in Psychoanalysis and Cinema, Indiana University Press, 1988 ISBN 978-0-25320-474-5.
- Male Subjectivity at the Margins, Routledge Press, 1992, ISBN 978-0-41590-419-3.
- The Threshold of the Visible World, Routledge Press, 1996, ISBN 978-0-41591-039-2.
- Von Godard sprechen, Kaja Silverman mit Harun Farocki, Vorwerk 8, 1998, ISBN 978-3-93091-618-4.
- World Spectators, Stanford University Press, 2000 ISBN 978-0-80473-831-6.[5]
- James Coleman, Kaja Silverman, Helmut Friedel, Susanne Gaensheimer; München, Hatje Cantz, 2002 ISBN 978-3-77579-113-7.
- Flesh of My Flesh, Stanford University Press, 2009, ISBN 978-0-80476-208-3.
- Feminist Film Theorists: Laura Mulvey, Kaja Silverman, Teresa de Lauretis, Barbara Creed, 2006, ISBN 978-0-41532-433-5.